# Битва при Фермопилах (254)
Битва при Фермопилах — сражение, состоявшееся в 254 году между римлянами и вторгшимися с Балкан готами.

## Предыстория
В 254 г. готы вторглись и разграбили римские провинции Фракия и Македония. Вокруг датировки вторжения существуют споры: Хервиг Вольфрам, Гольтц и Хартманн придерживались 254 г, в то время как Маллан и Дэвенпорт — 262, а Дэвид Поттер — 253 или 259 году.
Готы попытались захватить Фессалоники, но их атака была отбита. После этого варвары отправились на юг к Фермопилам с целью разграбить греческие храмы.

## Подготовка
Греки узнали о приближении готов, и римский проконсул Мариан, афинянин Филострат и беотиец Дексипп мобилизовали ополчение, чтобы заблокировать проход через Фермопилы. Ополченцы были вооружены деревянными пиками с бронзовыми или железными наконечниками, небольшими копьями, топорами и разнообразным оружием. Они приступили к укреплению перевала. Перед боем Мариан произнёс перед солдатами речь, подчеркнув прежние примеры защиты перевала греками (от персов и галлов) и римлянами (от сирийского царя Антиоха III).

## Битва
Греко-римские силы успешно заблокировали проход в Фермопилах, и готы вернулись домой, хотя и со значительной добычей.

## Последствия
Сражение описано современником событий — афинским историком Дексиппом. Обнаруженный в Вене 2010 г. фрагмент описывает оружие, лидеров и географию места боя, и обрывается до описания исхода боя. Дексипп был использован в качестве источника византийским летописцем Георгием Синкеллом, который упомянул о блокировании прохода и возвращении готов домой с добычей.